# Râul Boldu
Râul Boldu (sau Râul Coțofiștea) este un curs de apă, afluent al râului Buzău prin Lacul Balta Albă. 

## Hărți
- Harta Județului Buzău